# 栲
栲，又名刺栲、火烧柯，为壳斗科苦槠属下的一个种。该物种分布于安徽、福建、广东、广西、贵州、湖北、湖南、江苏、江西、四川、台湾、云南和浙江，通常可在海拔200—2,100米的常绿阔叶常绿林中找到。